# Harry Schmidt (Chemiker)
Harry Schmidt, eigentlich Christoph Siegfried Harry Schmidt (* 21. August 1897 in Leipzig; † 4. Oktober 1980 in Miltitz bei Leipzig) war ein deutscher Chemiker.

## Leben
Schmidt wurde als Sohn des Lehrers Ernst Schmidt 1897 geboren, besuchte in Leipzig das Petri-Realgymnasium und legte 1917 das Abitur ab. Anschließend verrichtete er im Heer an der Westfront Kriegsdienst. 1919 begann er in Leipzig mit dem Studium der Chemie, wechselte aber schon nach kurzer Zeit nach Dresden, wo er 1921 an der Technischen Hochschule die Diplom-Vorprüfung ablegte. Ein erneuter Wechsel des Studienortes führte ihn an die Georg-August-Universität nach Göttingen. Dort wurde er schließlich 1924 mit der Arbeit Einwirkung von freiem Sauerstoff auf hydroaromatische Verbindungen als akademischer Schüler von Heinrich Wienhaus promoviert.
Schmidt nahm eine Tätigkeit in der chemischen Industrie, im Miltitzer Wissenschaftlichen Laboratorium des Unternehmens Schimmel & Co. in Miltitz, auf, wo er ab 1. Juli 1928 Prokurist war. Nach dem Zweiten Weltkrieg wurde das Unternehmen verstaatlicht und schließlich zum VEB Chemische Werke Miltitz umgewandelt. Schmidt war dort bis zu seinem altersbedingten Ausscheiden 1966 tätig, zuletzt als Abteilungsleiter.

## Forschung
Die Forschungstätigkeit Schmidts erstreckte sich auf Naturstoffe, von besonderem Interesse für ihn waren geruchsaktive Terpenverbindungen. Schmidt publizierte dabei in der Reihe Bericht der Schimmel & Co., Aktiengesellschaft, Miltitz bei Leipzig, über ätherische Öle, Riechstoffe, usw. und in wissenschaftlichen Periodika. Er untersuchte vor allem die Konstitution der Pinene, wo es ihm gelang, Fehlinterpretationen Otto Wallachs zu korrigieren, Pinocarvon und Pinocarveole, Sabinol, Verbenol und Citral.